# 以贸易促转变
以贸易促转变（德語：Wandel durch Annäherung），或以贸促变（德語：Wandel durch Handel）是指一种政治经济概念，主要与德国的新东方政策有关，即增加与独裁政权的贸易，努力促成政治改革。虽然与德国的关系最为密切，但一些西方国家也奉行类似的政策。
自20世纪70年代以来，这一政策一直是德国和欧盟政治的核心原则，但在2022年俄罗斯入侵乌克兰之后，这一政策受到了严格审视，欧洲贸易专员瓦尔季斯·东布罗夫斯基斯在俄罗斯入侵四天后表示，“贸易武器化没有减弱的迹象。我们别无选择，只能正视这一现实并作出调整。”

## 另请参阅
- 温良商业（英语：Doux commerce）